# Burgess Meredith

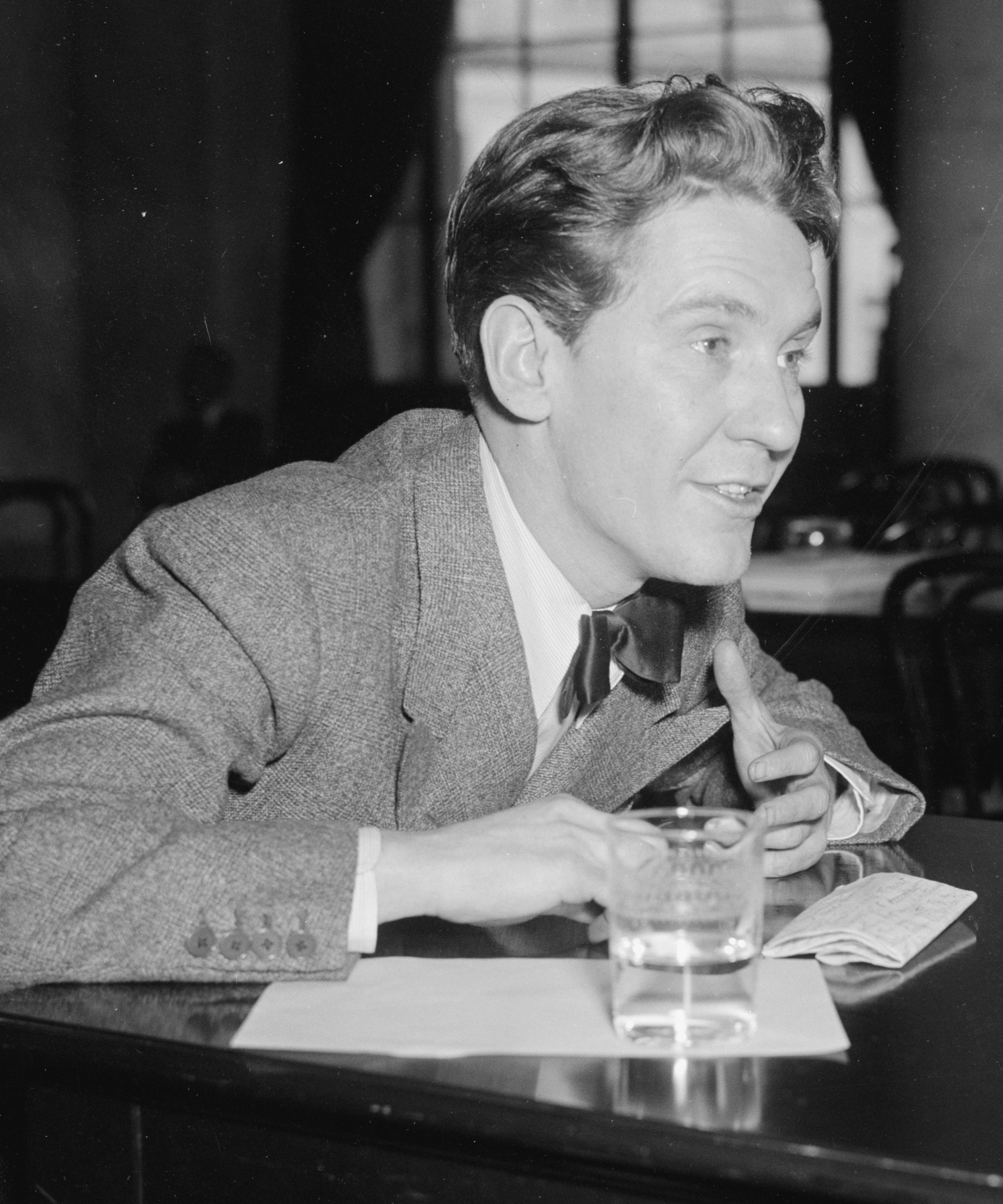
Burgess Meredith (1938)

Oliver Burgess Meredith (* 16. November 1907 in Cleveland, Ohio; † 9. September 1997 in Malibu, Kalifornien) war ein US-amerikanischer Schauspieler, Regisseur und Autor. Im Laufe seiner über 60 Jahre währenden Schauspielkarriere hatte er zahlreiche Erfolge in Film, Fernsehen und Theater. 

## Leben
Oliver Burgess Meredith wurde als Sohn der US-Amerikanerin Ida Beth (geborene Burgess) und des kanadischen Arztes William George Meredith in Cleveland geboren. Er machte 1926 seinen Abschluss an der Hoosac School in Hoosick Falls und schloss sein Studium 1931 am Amherst College ab. Bereits 1930 hatte Meredith sein Broadway-Debüt in William Shakespeares Romeo und Julia als Peter gegeben. 1933 wurde Meredith Mitglied von Eva Le Galliennes Theatertruppe, dem Civic Repertory Theatre, in New York City. 1935 hatte er am Broadway auch seinen Durchbruch im Erfolgsstück The Barretts of Wimpole Street an der Seite von Katharine Cornell, mit der er auch in anderen Stücken spielte. In den nächsten Jahrzehnten war Meredith am Broadway in einer großen Variation von Theaterrollen zu sehen. Meredith spielte in Stücken von Shakespeare, O’Neill, Beckett und anderen Autoren. Er wurde Mitglied des legendären Actors Studio durch Einladung.
In seinem Filmdebüt, dem Drama Ein charmanter Schurke (1935), hatte Burgess Meredith nur eine kleine Nebenrolle; doch schon in seinem nächsten Film, Winterset (1936), durfte er die Hauptrolle spielen. Den Durchbruch zum großen Hollywood-Star schaffte er allerdings nicht, meist musste er sich in größeren Filmprojekten mit Nebenrollen begnügen, während er in B-Filmen auch häufiger Hauptrollen übernahm. Unter der Regie von Lewis Milestone spielte er 1939 die Rolle des Rancharbeiters George Milton in der hochgelobten Literaturverfilmung Von Mäusen und Menschen nach dem Roman von John Steinbeck. Während des Zweiten Weltkriegs diente er in der United States Army Air Forces und erreichte den Rang eines Captains. Er wurde 1944 entlassen, um den berühmten Kriegsreporter Ernie Pyle in dem Kriegsfilm The Story of G.I. Joe spielen zu können. Seine Hollywood-Karriere fand allerdings ein abruptes Ende, als er Anfang der 1950er-Jahre während der McCarthy-Ära des Kommunismus verdächtigt wurde und auf eine der berüchtigten Schwarzen Listen geriet. In den folgenden Jahren musste er auf Theater- und Fernseharbeit ausweichen.
Für seine Fernsehrollen wurde er mehrfach nominiert und ausgezeichnet, darunter eine Emmy-Nominierung für Hallmark Hall of Fame und ein Emmy für Tail Gunner Joe. In der Fernsehserie Batman verkörperte er in 21 Episoden zwischen 1966 und 1968 genauso wie in dem Spielfilm Batman hält die Welt in Atem die Rolle des Schurken Pinguin. Eine Rückkehr auf die Kinoleinwand wurde Meredith in den 1960er-Jahren nicht zuletzt durch Regisseur Otto Preminger ermöglicht, der ihn in seinen Filmen wie dem Politdrama Sturm über Washington und dem Kriegsepos Erster Sieg besetzte. In seiner späten Karriere war Meredith zweimal als bester Nebendarsteller für den Oscar nominiert: bei der Oscarverleihung 1976 für seine Darstellung des abgehalfterten und todkranken Schauspielers Harry Greener in dem Filmdrama Der Tag der Heuschrecke und bei der Verleihung 1977 für seine Darbietung als Trainer Mickey Goldmill an der Seite von Sylvester Stallone in dem Erfolgsfilm Rocky. Letztere Rolle verkörperte er auch in den Fortsetzungen Rocky II, Rocky III – Das Auge des Tigers und Rocky V. Da Mickey in der Mitte des dritten Films verstirbt, wurden Archivaufnahmen für Rocky IV – Der Kampf des Jahrhunderts und Rückblenden für Rocky V gedreht, während für den sechsten Teil Rocky Balboa wiederum, aufgrund des Todes von Meredith, Archivaufnahmen benutzt wurden.
Eine seiner letzten Rollen war die des Urgroßvaters Gustafson und damit des Vaters von Jack Lemmon in dem Film Ein verrücktes Paar und der Fortsetzung Der dritte Frühling – Freunde, Feinde, Fisch & Frauen. Für diese beiden Auftritte erhielt er großes Kritikerlob. Neben seiner Schauspielerei war Meredith auch immer wieder als Autor und Regisseur tätig. So schrieb er mehrere Theaterstücke und wurde für seine Inszenierung von A Thurber Carnival gemeinsam mit James Thurber 1960 mit einem Tony Award ausgezeichnet. Als Filmregisseur drehte er The Man on the Eiffel Tower (1949) mit Charles Laughton in der Hauptrolle sowie den Fantasyfilm The Yin and the Yang of Mr. Go (1970) mit James Mason.
Am 9. September 1997 verstarb Meredith zwei Monate vor seinem 90. Geburtstag an Komplikationen der Alzheimer-Krankheit und Schwarzen Hautkrebses. Er war vier Mal verheiratet. Die Ehen mit Helen Derby Berrien (1932–1935), der Schauspielerin Margaret Perry (1936–1938) und Paulette Goddard (1944–1949) blieben kinderlos, während er mit seiner letzten Ehefrau Kaja Sundsten, mit der er von 1951 bis zu seinem Tod 1997 verheiratet war, zwei gemeinsame Kinder hatte. 1994 hatte er seine Autobiografie So Far, So Good veröffentlicht. In Nachrufen wurde der vielfach ausgezeichnete Meredith unter anderem als „virtuoser Schauspieler“ gerühmt, der mit scheinbarer Einfachheit sowohl gutherzige Charaktere als auch Bösewichte glaubwürdig dargestellt habe.
Seine deutsche Synchronstimme wurde ihm von Hans Hessling, unter anderem in Rocky und Rocky II, und Friedrich W. Bauschulte, wie in Kampf der Titanen, geliehen.
Es gab bei Max Factor eine Farbbezeichnung für eine Make-up-Grundierung mit dem Namen „Burgess Meredith“. Es wird behauptet, dass Max Factor für den außergewöhnlichen Teint von Burgess Meredith diese Farbe komponiert und dann in das Sortiment aufgenommen habe.

## Filmografie (Auswahl)

### Kino und Fernsehfilm
- 1935: Ein charmanter Schurke (The Scoundrel)
- 1936: Winterset
- 1939: Idiot’s Delight
- 1939: Von Mäusen und Menschen (Of Mice and Men)
- 1940: Second Chorus
- 1941: Ehekomödie (That Uncertain Feeling)
- 1941: Tom, Dick und Harry (Tom, Dick and Harry)
- 1944: Hymn of the Nations
- 1945: Schlachtgewitter am Monte Cassino (The Story of G.I. Joe)
- 1945: Landung in Salerno (A Walk in the Sun) (Stimme)
- 1946: Die wunderbare Puppe (Magnificent Doll)
- 1946: Tagebuch einer Kammerzofe (Le journal d’une femme de chambre)
- 1949: Der Mann vom Eiffelturm (The Man on the Eiffel Tower) (auch Regie)
- 1949: Jigsaw
- 1957: Die Rose von Tokio (Joe Butterfly)
- 1961: Sturm über Washington (Advise & Consent)
- 1963: Der Kardinal (The Cardinal)
- 1965: Erster Sieg (In Harm's Way)
- 1966: Höchster Einsatz in Laredo (A Big Hand for the Little Lady)
- 1966: Batman hält die Welt in Atem (Batman)
- 1967: Der Foltergarten des Dr. Diabolo (Torture Garden)
- 1967: Morgen ist ein neuer Tag (Hurry Sundown)
- 1968: Harte Fäuste, heiße Lieder (Stay Away, Joe)
- 1968: Skidoo
- 1969: Der Gauner (The Reivers) (Stimme)
- 1969: Der Killer und die Dirne (Hard Contract)
- 1969: Mackenna’s Gold
- 1970: Zwei dreckige Halunken (There Was a Crooked Man …)
- 1971: So gute Freunde (Such Good Friends)
- 1972: Der Blob (Beware! The Blob)
- 1974: Der Bulle von Hongkong (Golden Needles)
- 1975: Die Hindenburg (The Hindenburg)
- 1975: B. muß sterben (Hay que matar a B.)
- 1975: Der Tag der Heuschrecke (The Day of the Locust)
- 1975: Der Rächer von Kalifornien (The Master Gunfighter)
- 1976: Landhaus der toten Seelen (Burnt Offerings)
- 1976: Rocky
- 1977: Hexensabbat (The Sentinel)
- 1977: Rendezvous mit dem Tod (Golden Rendezvous)
- 1977: Tail Gunner Joe
- 1977: Todesflug (Death Flight)
- 1978: Eine ganz krumme Tour (Foul Play)
- 1978: Heut beklau'n wir unsere Bank (The Great Bank Hoax)
- 1978: In Texas ist der Teufel los (Kate Bliss and the Ticker Tape Kid)
- 1978: Magic – Eine unheimliche Liebesgeschichte (Magic)
- 1978: Der Manitou (The Manitou)
- 1978: Abenteuer in Atlantis (The Amazing Captain Nemo)
- 1979: Rocky II
- 1980: Der eiserne Vorhang – Wenn der KGB versagt… (Final Assignment)
- 1981: Fesseln der Macht (True Confessions)
- 1981: Kampf der Titanen (Clash of the Titans)
- 1982: Rocky III – Das Auge des Tigers (Rocky III)
- 1985: Santa Claus
- 1987: King Lear
- 1988: Heiß auf Trab (Hot to Trot)
- 1990: Im Vorhof der Hölle (State of Grace)
- 1990: Rocky V
- 1993: Ein verrücktes Paar (Grumpy Old Men)
- 1995: Der dritte Frühling – Freunde, Feinde, Fisch & Frauen (Grumpier Old Men)
- 1995: Dem Mond so nah (Across the Moon)

### Fernsehserien
- 1959–1963: Twilight Zone (vier Episoden)
- 1961–1964: Tausend Meilen Staub (Rawhide, vier Episoden)
- 1963: 77 Sunset Strip (fünf Episoden)
- 1965: Verrückter wilder Westen (Wild Wild West, eine Episode)
- 1966–1968: Batman (21 Episoden)
- 1967: Bonanza (eine Episode)
- 1968–1971: Die Leute von der Shiloh Ranch (The Virginian, zwei Episoden)
- 1977: Tail Gunner Joe (Fernsehfilm)
- 1991: Die Nacht des Jägers (The Night of the Hunter, Fernsehfilm)
- 1993: In der Hitze der Nacht (In the Heat of the Night, drei Episoden)

## Auszeichnungen
- 1962: National Board of Review Award in der Kategorie Bester Nebendarsteller für Sturm über Washington
- 1976: Oscar-Nominierung in der Kategorie Bester Nebendarsteller für Der Tag der Heuschrecke
- 1976: Golden-Globe-Nominierung in der Kategorie Bester Nebendarsteller für Der Tag der Heuschrecke
- 1977: Oscar-Nominierung in der Kategorie Bester Nebendarsteller für Rocky
- 1977: Emmy in der Kategorie Hervorragender Nebendarsteller für den Fernsehfilm Tail Gunner Joe
- 1979: Saturn Award in der Kategorie Bester Nebendarsteller für Magic – Eine unheimliche Liebesgeschichte
- 1982: Saturn Award in der Kategorie Bester Nebendarsteller für Kampf der Titanen
- 1987: Stern auf dem Hollywood Walk of Fame für seine Filmarbeit